# Filmographie de Woody Allen
 Sauf indication contraire, les informations mentionnées dans cette section peuvent être confirmées par les bases de données cinématographiques IMDb et Allociné,  présentes dans la section « Liens externes ».

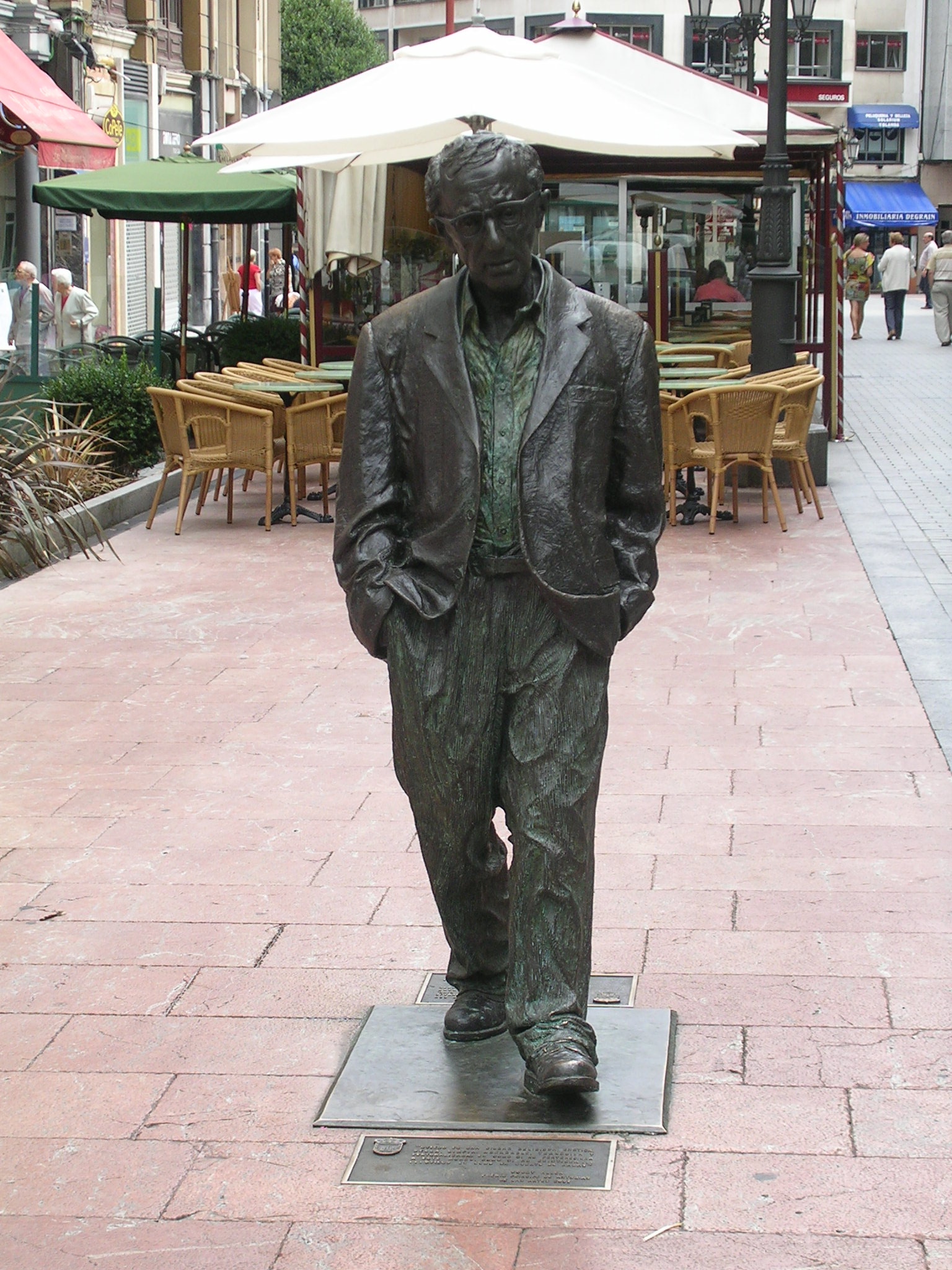
Statue de Woody Allen à Oviedo (Espagne), un des lieux-clés de son film Vicky Cristina Barcelona.

Cette liste présente les films et productions télévisées réalisés par Woody Allen ainsi que ceux auxquels il a participé en tant qu'acteur.

## Réalisateur-scénariste

### Cinéma
- 1966 : Lily la tigresse (What's Up, Tiger Lily?)
- 1969 : Prends l'oseille et tire-toi (Take the Money and Run)
- 1971 : Bananas
- 1972 : Tout ce que vous avez toujours voulu savoir sur le sexe sans jamais oser le demander (Everything You Always Wanted to Know About Sex (But Were Afraid to Ask))
- 1973 : Woody et les Robots (Sleeper)
- 1975 : Guerre et Amour (Love and Death)
- 1977 : Annie Hall
- 1978 : Intérieurs (Interiors)
- 1979 : Manhattan
- 1980 : Stardust Memories
- 1982 : Comédie érotique d'une nuit d'été (A Midsummer Night's Sex Comedy)
- 1983 : Zelig
- 1984 : Broadway Danny Rose
- 1985 : La Rose pourpre du Caire (The Purple Rose of Cairo)
- 1986 : Hannah et ses sœurs (Hannah and Her Sisters)
- 1987 : Radio Days
- 1987 : September
- 1988 : Une autre femme (Another Woman)
- 1989 : Le Complot d'Œdipe (Oedipus Wrecks), segment du film collectif New York Stories
- 1989 : Crimes et Délits (Crimes and Misdemeanors)
- 1990 : Alice
- 1991 : Ombres et Brouillard (Shadows and Fog)
- 1992 : Maris et Femmes (Husbands and Wives)
- 1993 : Meurtre mystérieux à Manhattan (Manhattan Murder Mystery)
- 1994 : Coups de feu sur Broadway (Bullets Over Broadway)
- 1995 : Maudite Aphrodite (Mighty Aphrodite)
- 1996 : Tout le monde dit I love you (Everyone Says I Love You)
- 1997 : Harry dans tous ses états (Deconstructing Harry)
- 1998 : Celebrity
- 1999 : Accords et Désaccords (Sweet and Lowdown)
- 2000 : Escrocs mais pas trop (Small Time Crooks)
- 2001 : Le Sortilège du scorpion de jade (The Curse of the Jade Scorpion)
- 2001 : Sounds From a Town I Love (court métrage)
- 2002 : Hollywood Ending
- 2003 : Anything Else : La Vie et tout le reste
- 2004 : Melinda et Melinda (Melinda and Melinda)
- 2005 : Match Point
- 2006 : Scoop
- 2007 : Le Rêve de Cassandre (Cassandra's Dream)
- 2008 : Vicky Cristina Barcelona
- 2009 : Whatever Works
- 2010 : Vous allez rencontrer un bel et sombre inconnu (You Will Meet a Tall Dark Stranger)
- 2011 : Minuit à Paris (Midnight in Paris)
- 2012 : To Rome with Love
- 2013 : Blue Jasmine (ou Jasmine French, au Québec)
- 2014 : Magic in the Moonlight
- 2015 : L'Homme irrationnel (Irrational Man)
- 2016 : Café Society
- 2017 : Wonder Wheel
- 2019 : Un jour de pluie à New York (A Rainy Day in New York)
- 2020 : Rifkin's Festival
- 2023 : Coup de chance

### Télévision
- 1971 : Men of Crisis: The Harvey Wallinger Story (téléfilm ; court métrage)
- 1994 : Nuits de Chine (Don't Drink the Water) (téléfilm)
- 2016 : Crisis in Six Scenes (série télévisée en six épisodes)

## Acteur

### Dans ses propres réalisations

#### Cinéma
- 1966 : Lily la tigresse (What's Up, Tiger Lily?) : Woody Allen / Voix de doublage / Projectionniste
- 1969 : Prends l'oseille et tire-toi (Take the Money and Run) : Virgil Starkwell
- 1971 : Bananas : Fielding Mellish
- 1972 : Tout ce que vous avez toujours voulu savoir sur le sexe sans jamais oser le demander (Everything You Always Wanted to Know About Sex (But Were Afraid to Ask)) : Victor / Fabrizio / l'idiot / un spermatozoïde
- 1973 : Woody et les Robots (Sleeper) : Miles Monroe
- 1975 : Guerre et Amour (Love and Death) : Boris
- 1977 : Annie Hall : Alvy Singer
- 1979 : Manhattan : Isaac Davis
- 1980 : Stardust Memories : Sandy Bates
- 1982 : Comédie érotique d'une nuit d'été (A Midsummer Night's Sex Comedy) : Andrew Hobbs
- 1983 : Zelig : Leonard Zelig
- 1984 : Broadway Danny Rose : Danny Rose
- 1986 : Hannah et ses sœurs (Hannah and Her Sisters) : Mickey
- 1987 : Radio Days : Joe, le narrateur
- 1989 : Le Complot d'Œdipe (Oedipus Wrecks), segment du film collectif New York Stories : Sheldon Mills
- 1989 : Crimes et Délits (Crimes and Misdemeanors) : Cliff Stern
- 1990 : Alice
- 1992 : Ombres et Brouillard (Shadows and Fog) : Kleinman
- 1992 : Maris et Femmes (Husbands and Wives) : Gabe Roth
- 1993 : Meurtre mystérieux à Manhattan (Manhattan Murder Mystery) : Larry Lipton
- 1995 : Maudite Aphrodite (Mighty Aphrodite) : Lenny Weintrib
- 1996 : Tout le monde dit I love you (Everyone Says I Love You) : Joe
- 1997 : Harry dans tous ses états (Deconstructing Harry) : Harry Block
- 1999 : Accords et Désaccords (Sweet and Lowdown) : Woody Allen
- 2000 : Escrocs mais pas trop (Small Time Crooks) : Ray Winkler
- 2001 : Le Sortilège du scorpion de jade (The Curse of the Jade Scorpion) : C. W. Briggs
- 2002 : Hollywood Ending : Val Waxman
- 2003 : Anything Else : David Dobel
- 2006 : Scoop : Sid Waterman
- 2012 : To Rome with Love : Jerry
- 2016 : Café Society : le narrateur

#### Télévision
- 1971 : Men of Crisis: The Harvey Wallinger Story : Harvey Wallinger (téléfilm ; court métrage)
- 1994 : Nuits de Chine (Don't Drink the Water) : Walter Hollander (téléfilm)
- 2016 : Crisis in Six Scenes : Sidney J. Munsinger (série télévisée en six épisodes)

### Pour d'autres réalisateurs

#### Cinéma
- 1965 : Quoi de neuf, Pussycat ? (What's New Pussycat?) de Clive Donner : Victor
- 1967 : Casino Royale de John Huston, Ken Hughes, Robert Parrish, Joe McGrath et Val Guest : Jimmy Bond - Dr Noah
- 1972 : Tombe les filles et tais-toi (Play it Again, Sam) d'Herbert Ross : Allan Felix
- 1976 : Le Prête-nom (The Front) de Martin Ritt : Howard Prince
- 1983 : La Rencontre de Jean-Michel Folon : l'homme dans le parc
- 1987 : King Lear de Jean-Luc Godard : M. Alien
- 1991 : Scènes de ménage dans un centre commercial (Scenes From a Mall) de Paul Mazursky : Nick Fifer
- 1998 : Fourmiz (Antz) d'Eric Darnell et Tim Johnson : Z (voix)
- 1998 : Les Imposteurs (The Impostors) de Stanley Tucci : le directeur de casting
- 2000 : Morceaux choisis (Picking up the pieces) d'Alfonso Arau : Tex Cowley
- 2000 : Company Man de Peter Askin et Douglas McGrath : Lowther
- 2012 : Paris-Manhattan de Sophie Lellouche : lui-même
- 2014 : Apprenti Gigolo (Fading Gigolo) de John Turturro : Murray

#### Télévision
- 1970 : Hot Dog (série télévisée en 13 épisodes) de Frank Buxton
- 1995 : Al et Willie (The Sunshine Boys) de John Erman (téléfilm) : Al Lewis
- 1997 : Voilà ! (Just Shoot Me!) (série télévisée), saison 2, épisode Mon dîner avec Woody (My Dinner With Woody) : lui-même (caméo de quelques secondes)
- 2003 : The Last Laugh de Jeff Mazzola (téléfilm) : lui-même

## Chanteur
- 1972 : Tout ce que vous avez toujours voulu savoir sur le sexe sans jamais oser le demander (Everything You Always Wanted to Know About Sex (But Were Afraid to Ask)) de lui-même - chanson Red River Valley (non crédité)
- 1973 : Woody et les Robots (Sleeper) de lui-même - chanson Till We Meet Again (non crédité)
- 1996 : Tout le monde dit I love you (Everyone Says I Love You) de lui-même - chanson I'm Thru Love
- 1997 : Harry dans tous ses états (Deconstructing Harry) de lui-même - chanson When the Red Red Robin Comes Bob Bob Bobbin' Along
- 1998 : Fourmiz (Antz) d'Eric Darnell et Tim Johnson - chanson Almost Like Being in Love

## Autres rôles
- 1966 : Lily la tigresse (What's Up, Tiger Lily?) de lui-même - producteur associé
- 1973 : Woody et les Robots (Sleeper) de lui-même - compositeur
- 2000 : Le Chagrin et la Pitié (documentaire) de Marcel Ophüls - présentateur (ressortie du film)

## Documentaires

### Films centrés sur Woody Allen
Woody Allen a participé à plusieurs documentaires. La liste suivante est celle des principaux ayant pour sujet Woody Allen lui-même (la liste n'est pas exhaustive) :
- 1978 : Woody Allen: An American Comedy de Harold Mantell, 30 minutes
- 1980 : To Woody Allen, From Europe with Love d'André Delvaux, 90 minutes
- 1986 : Meetin' WA de Jean-Luc Godard, 26 minutes
- 1997 : Wild Man Blues de Barbara Kopple, 105 minutes
- 2002 : Woody Allen: A Life in Film de Richard Schickel, 90 minutes
- 2011 : Woody Before Allen de Masha Vasyukova, 14 minutes
- 2011 : Woody Allen: A Documentary de Robert Weide, 113 minutes (195 minutes dans la version longue diffusée sur PBS en deux parties)

### Autres
Il existe par ailleurs de nombreux documentaires où Woody Allen est interviewé sur des sujets tiers (Bergman, les Marx Brothers, Truffaut, etc.) mais qui permettent néanmoins d’approfondir ses idées. Quelques exemples (la liste n'est pas exhaustive) :
- 1982 : The Marx Brothers in a Nutshell de Richard Patterson, 94 minutes, où Woody Allen est interviewé au sujet des Marx Brothers
- 1982 : Bonjour monsieur Lewis de Robert Benayoun (sur Jerry Lewis)
- 1997 : The Language Master de Nigel Levy, 44 minutes, où Woody Allen est interviewé au sujet de Michel Thomas
- 2000 : Light Keeps Me Company de Carl-Gustav Nykvist, 78 minutes, où Woody Allen est interviewé au sujet de Sven Nykvist
- 2001 : Stanley Kubrick: A Life in Pictures de Jan Harlan, 142 minutes, où Woody Allen est interviewé au sujet de Stanley Kubrick
- 2002 : The Magic of Fellini de Carmen Piccini, 56 minutes, où Woody Allen est interviewé au sujet de Federico Fellini
- 2003 : Charlie: The Life and Art of Charles Chaplin de Richard Schickel, 132 minutes, où Woody Allen est assez longuement interviewé au sujet de Charlie Chaplin
- 2004 : François Truffaut, une autobiographie d'Anne Andreu, 78 minutes, où Woody Allen est interviewé au sujet de François Truffaut
- 2005 : The Ballad of Greenwich Village de Karen Kramer, 70 minutes, documentaire qui traite des artistes ayant traversé Greenwich Village au cours des décennies
- 2005 : The Outsider de Nicholas Jarecki, 85 minutes, où Woody Allen est interviewé au sujet de James Toback, du cinéma indépendant etc.
- 2007 : To My Great Chagrin: The Unbelievable Story of Brother Theodore (de Jeff Sumerel, 72 minutes, où Woody Allen est interviewé au sujet du comédien Brother Theodore
- 2007 : Glass: A Portrait of Philip in Twelve Parts de Scott Hicks, 119 minutes, où Woody Allen est interviewé au sujet de Philip Glass
- 2009 : Vittorio D. de Mario Canale et Annarosa Morri, 93 minutes, où Woody Allen est interviewé au sujet de Vittorio De Sica
- 2010 : ...But Film is My Mistress e dStig Björkman, 66 minutes), où Woody Allen est interviewé au sujet d'Ingmar Bergman
- 2012 : Casting by de Tom Donahue, 89 minutes, où Woody Allen est interviewé dans ce documentaire qui traite du casting en général et de Marion Dougherty (en) en particulier
- 2012 : Namath d'Ouisie Shapiro, 86 minutes, où Woody Allen est interviewé au sujet du joueur de football américain Joe Namath
- 2012 : Erroll Garner: No One Can Hear You Read d'Atticus Brady, 53 minutes, où Woody Allen est interviewé au sujet du jazzman Erroll Garner
- 2013 : Trespassing Bergman de Jane Magnusson et Hynek Pallas, 107 minutes, où Woody Allen est interviewé au sujet d'Ingmar Bergman
- 2013 : Marvin Hamlisch: What He Did for Love de Dori Berinstein, 85 minutes, où Woody Allen est interviewé au sujet du compositeur Marvin Hamlisch
- 2013 : Les Incroyants de Gus Holwerda, 76 minutes, où Woody Allen insiste sur la primauté du fait scientifique sur le religieux
- 2014 : 10 minutes in America de Gad Elmaleh, 80 minutes, où Woody Allen discute longuement avec Gad Elmaleh au sujet du stand up, du rire, de la comédie, etc.
- 2016 : Acqua e zucchero: Carlo Di Palma, i colori della vita de Fariborz Kamkari, 90 minutes, où Woody Allen est interviewé au sujet du célèbre directeur de la photographie Carlo di Palma